# Winnie Markus
Winnie Markus vlastním jménem Winifred(a) Maria Eveline Markus (16. května 1921 Smíchov, Československo – 8. března 2002 Mnichov, Německo) byla německá filmová herečka.

## Život
Winfrieda Markus se narodila na Smíchově (dnes součást Prahy). Její rodina patřila mezi německy mluvící obyvatelstvo, které po rozpadu Rakouska-Uherska zůstalo v Československu. Do 14 let žila v Praze, kde její otec pracoval jako obchodník. Po absolvování anglické školy a hodin baletu se přestěhovala do Vídně, kde dva roky navštěvovala dramatickou školu Max Reinhardt Seminar. V letech 1939-45 byla angažována v divadle Theater in der Josefstadt, pak v Berlíně, kam ji přivedl Heinz Hilpert, a v Mnichově.
Krátce před koncem války utrpěla těžkou střelnou ránu na levé noze, kterou ji omylem způsobil opilý sovětský voják. V roce 1946 se provdala ze berlínského hoteliéra Heinze Zellermayera, se kterým měla syna Alexandra († 1982). v jejím druhém manželství z roku 1959 s podnikatelem Carlem Adolfem Vogelem (1906–1993) se jí narodila dcera Diana (*1961). Winnie zemřela v roce 2002 na následky zápalu plic. Pochována je na hřbitově v Tegernsee vedle svého manžela.

## Filmografie (výběr)
- 1939: Oceán v plamenech (Brand im Ozean)
- 1942: Mozart (Wen die Götter lieben)
- 1942: Kleine Residenz
- 1943: Tonelli
- 1944: Z lásky k tobě (Die zuliebe)
- 1947: V oněch dnech (In jenen Tagen)
- 1947: Zwischen gestern und morgen
- 1948: The Mozart Story
- 1948: Moritury
- 1953: Kaiserwalzer
- 1954: Die Sonne von St. Moritz
- 1956: Kronprinz Rudolfs letzte Liebe
- 1956: Das Mädchen Marion
- 1956: Teufel in Seide